# Meinen Jesum laß ich nicht, BWV 124

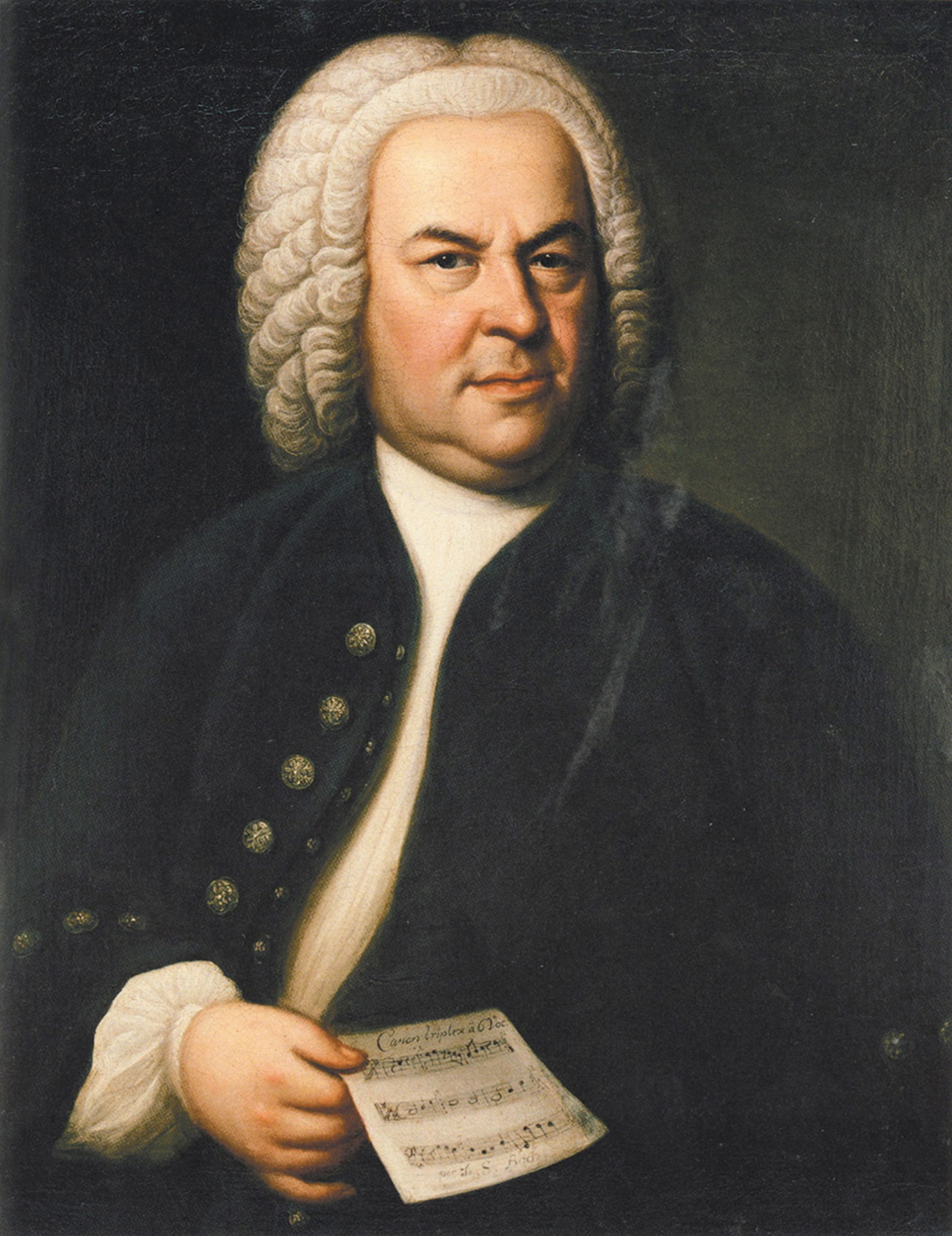
Johann Sebastian Bach, compositor de la cantata.

Meinen Jesum laß ich nicht, BWV 124 (No dejaré ir a mi Jesús), es una cantata de iglesia escrita por Johann Sebastian Bach. Compuso la cantata coral en Leipzig para el primer domingo después de la Epifanía y la interpretó por primera vez el 7 de enero de 1725. Está basada en el himno Meinen Jesum laß ich nicht de Christian Keymann.

## Historia y texto
Bach escribió la cantata coral en su segundo año en Leipzig para el primer domingo después de la Epifanía. Las lecturas prescritas para el domingo se tomaron de la Epístola a los romanos, que habla de los deberes de un cristiano (Romanos 12:1-6), y del Evangelio de Lucas, Jesús entre los doctores (Lucas 2:41-52).
Un año antes, en la misma ocasión, Bach había reflejado Mein liebster Jesus ist verloren, BWV 154, desde el punto de vista de una persona que había perdido a Jesús. Este texto de cantata se basa en la coral en seis estancias Meinen Jesum laß ich nicht (1658) de Christian Keymann. El texto del himno comienza, como en la obra anterior, con una idea cercana al evangelio: el cristiano no quiere soltar a Jesús, ya que sus padres no habían querido perder a su hijo de 12 años, pero luego la coral persigue la idea de estar unido a Jesús después de la muerte. Un poeta desconocido mantuvo la primera y la última estancia y parafraseó las estrofas interiores en una secuencia de recitativos y arias. Bach interpretó por primera vez la cantata el 7 de enero de 1725, un día después de Liebster Immanuel, Herzog der Frommen, BWV 123, para la Epifanía.

## Partitura y estructura
La cantata consta seis movimientos está compuesta para cuatro solistas (soprano, alto, tenor y bajo), coro a cuatro voces, trompa para tocar el cantus firmus con soprano, oboe de amor, dos violines, viola y bajo continuo.
1. Coro: Meinen Jesum laß ich nicht
2. Recitativo (tenor): Solange sich ein Tropfen Blut
3. Aria (tenor): Und wenn der harte Todesschlag
4. Recitativo (bajo): Doch ach! welch schweres Ungemach
5. Aria (soprano, alto): Entziehe dich eilends, mein Herze, der Welt
6. Coral: Jesum laß ich nicht von mir

## Música
En el coro de apertura la soprano y la trompa presentan línea a línea el cantus firmus, una melodía de Andreas Hammerschmidt, quien colaboró con Keymann en las corales. Las voces más graves se establecen principalmente en homofonía, mientras que la orquesta toca sus propios temas en la introducción, los interludios y el acompañamiento. El carácter del movimiento es un minueto y el oboe de amor toma una virtuosa parte protagonista concertante. La frase «klettenweis an ihm zu kleben» ( adhiérase a él como una rebaba) está ilustrada por las tres voces más bajas que sostienen una nota durante tres compases como si se aferraran a ella. John Eliot Gardiner destacó el «tono de voz suave, casi ingenuo, para reflejar el carácter sumiso del texto». Un recitativo corto secco conduce a un aria de tenor, que se acompaña del oboe, mientras que las cuerdas tocan «un tamborileo persistente de cuatro notas» para expresar «Furcht und Schrecken» (miedo y terror). Alfred Dürr comparó estas repeticiones a figuras similares en el recitativo alto «Warum wollt ihr erschrecken», el movimiento 49 del Oratorio de Navidad, BWV 248, Parte V de Bach. En otro recitativo secco el término «nach vollbrachtem Lauf» (después de mi curso completo) está representado por una escala que abarca una octava. Un dúo de soprano y alto, sólo acompañado por el bajo continuo, se mueve como una danza en simples períodos de cuatro compases. La cantata se cierra con la estancia final en un escenario de cuatro partes.

## Grabaciones
- Bach Cantatas Vol. 1 – Advent and Christmas, Karl Richter, Münchener Bach-Chor, Münchener Bach-Orchester, Lotte Schädle, Hertha Töpper, Ernst Haefliger, Theo Adam, Archiv Produktion 1967
- Die Bach Kantate Vol. 21, Helmuth Rilling, Gächinger Kantorei, Bach-Collegium Stuttgart, Arleen Augér, Helen Watts, Aldo Baldin, Wolfgang Schöne, Hänssler 1980
- J.S. Bach: Das Kantatenwerk – Sacred Cantatas Vol. 7, Nikolaus Harnoncourt, Tölzer Knabenchor, Concentus Musicus Wien, soloists of the Tölzer Knabenchor, Kurt Equiluz, Thomas Thomaschke, Teldec 1980
- Bach Edition Vol. 20 – Cantatas Vol. 11, Pieter Jan Leusink, Holland Boys Choir, Netherlands Bach Collegium, Ruth Holton, Sytse Buwalda, Knut Schoch, Bas Ramselaar, Brilliant Classics 1999
- Bach Cantatas Vol. 18: Berlin / Weimar/Leipzig/Hamburg / For Christmas Day & for Epiphany / For the 1st Sunday after Epiphany, John Eliot Gardiner, Monteverdi Choir, English Baroque Soloists, Claron McFadden, Michael Chance, James Gilchrist, Peter Harvey, Soli Deo Gloria 2000
- J.S. Bach: Complete Cantatas Vol. 12, Ton Koopman, Amsterdam Baroque Orchestra & Choir, Lisa Larsson, Annette Markert, Christoph Prégardien, Klaus Mertens, Antoine Marchand 2000
- J.S. Bach: Cantatas Vol. 32, Masaaki Suzuki, Bach Collegium Japan, Yukari Nonoshita, Robin Blaze, Andreas Weller, Peter Kooy, BIS 2005